# جيمس لويس بيري
جيمس لويس بيري (بالإنجليزية: James Lewis Perry)‏ هو دراج جنوب أفريقي، ولد في 19 نوفمبر 1979 في كيب تاون في جنوب أفريقيا.

## وصلات خارجية
- جيمس بيري على موقع الاتحاد الدولي للدراجات (الإنجليزية)
- جيمس بيري على موقع أرشيف الدراجات (الإنجليزية)
- جيمس بيري على موقع إحصائيات الدراجات الإحترافية (الإنجليزية)
- جيمس بيري على موقع نسبة الدراجات (الإنجليزية)